# Dolmen von Rosmeur

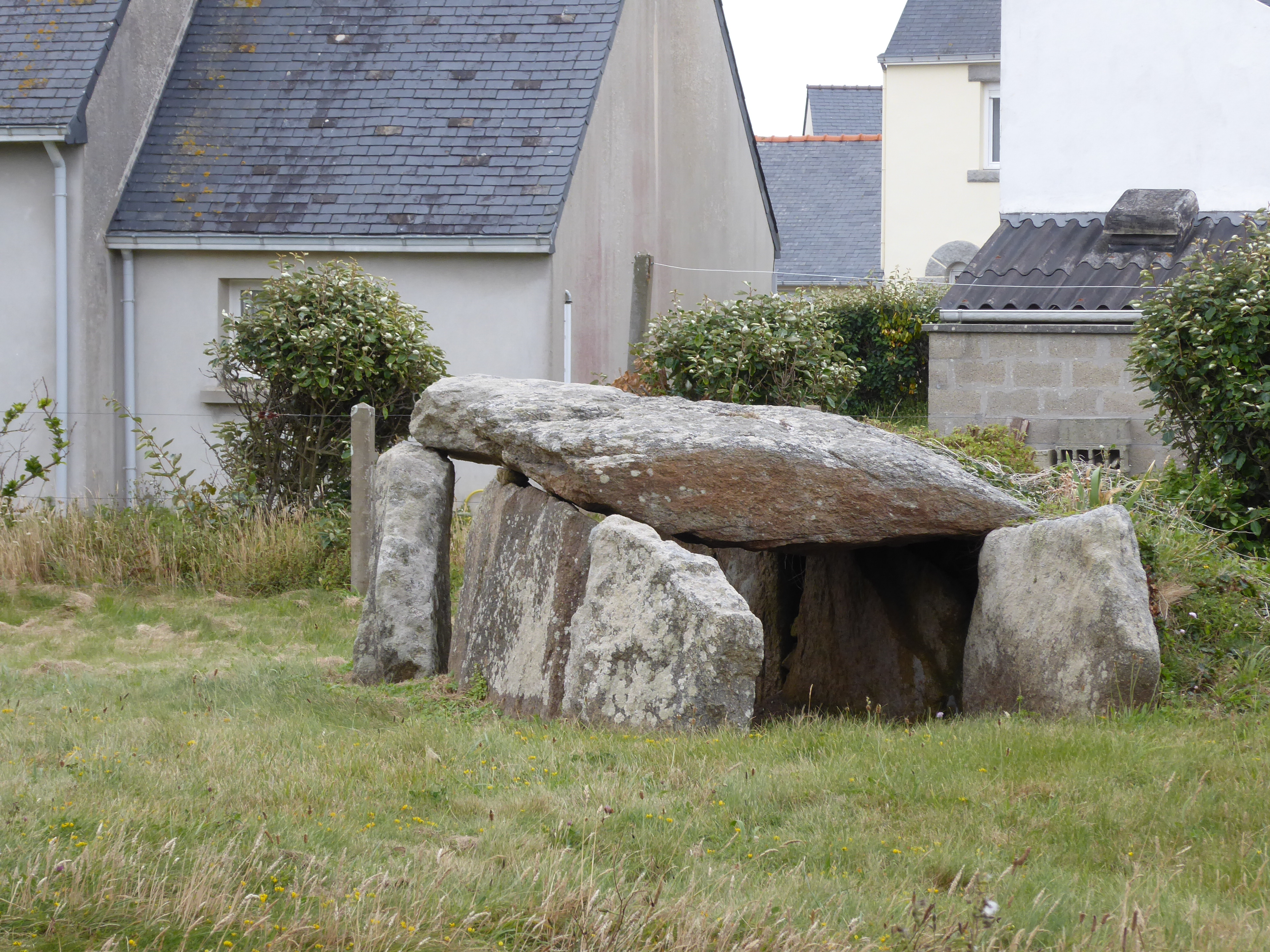
Dolmen von Rosmeur

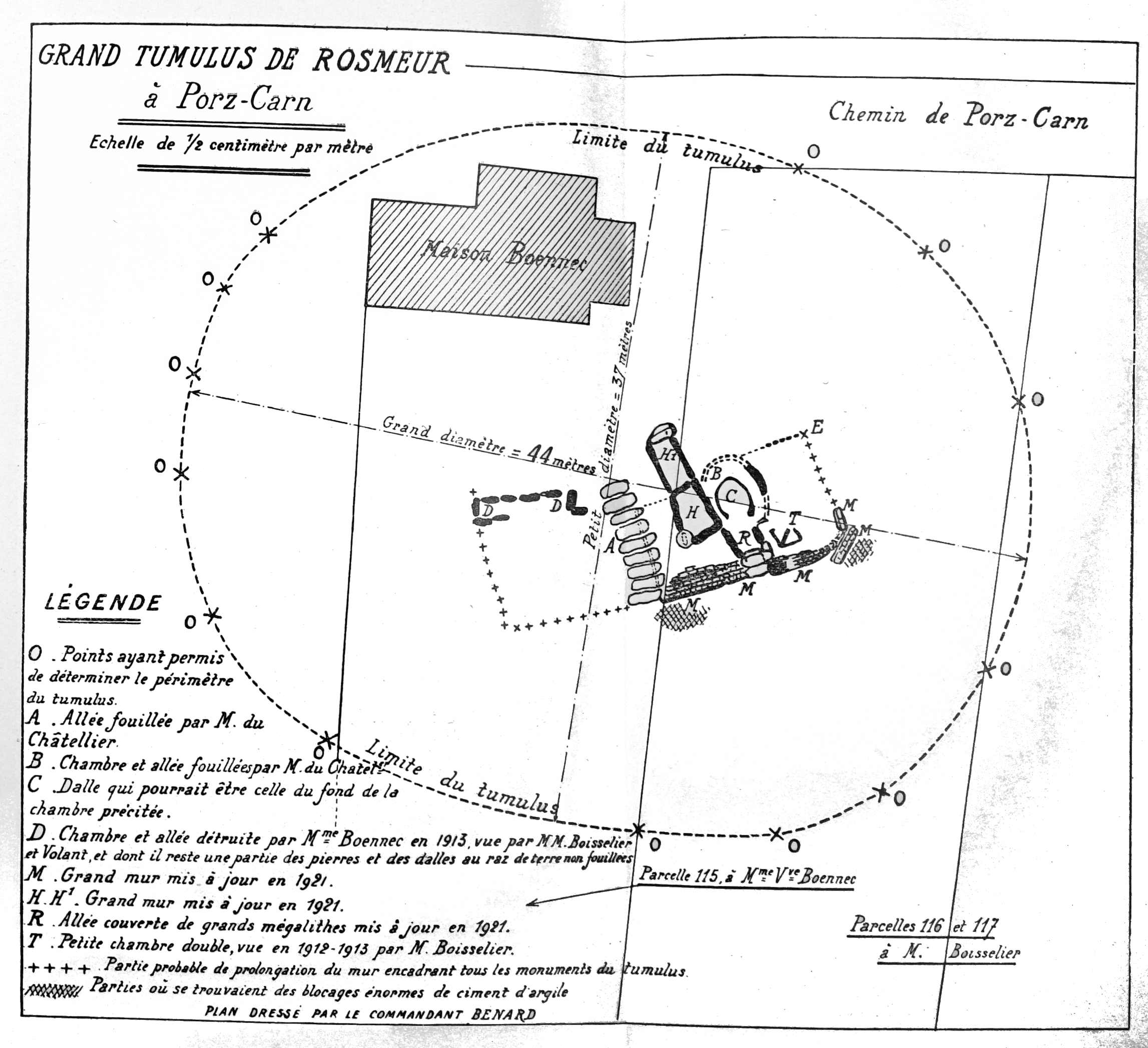
Tumulus von Rosmeur

Der Dolmen von Rosmeur (auch Dolmen de l'Anse Viben genannt) liegt im Garten eines Hauses an der Rue Scrafic, in der Nähe des Museums von Penmarc'h in der Cornouaille im Département Finistère in der Bretagne in Frankreich. Dolmen ist in Frankreich der Oberbegriff für Megalithanlagen aller Art (siehe: Französische Nomenklatur).
Der Dolmen hat zwei erhaltene Deckenplatten, die auf sieben Tragsteinen ruhen. Die beiden Enden des Dolmens sind nicht erhalten. Der Dolmen liegt zum Teil noch in seinem Tumulus.
Etwa 100 m nördlich liegen die Tumuli von Rosmeur. Etwa 200 m westlich liegt der Dolmen von Coguel Runaour, auch Allée couverte von Run-Amor.